# Diabeł (film 1972)
Diabeł – polski horror filmowy z 1972 w reżyserii Andrzeja Żuławskiego. Został zatrzymany na kilkanaście lat przez PRL-owską cenzurę, a jego premiera odbyła się dopiero w 1988.

## Opis fabuły
Akcja rozgrywa się w styczniu 1793 roku podczas wkroczenia wojsk pruskich do Wielkopolski. Nieznajomy wyprowadza z więziennego klasztoru młodego szlachcica Jakuba wraz z zakonnicą. Niedoszły królobójca, wyraźnie oszołomiony torturami Jakub, wraca w towarzystwie zakonnicy w rodzinne strony, ale spotkanie z rodzicami, rodzeństwem, przyjacielem oraz narzeczoną tylko potęguje w nim opętanie. Nieznajomy wręcza Jakubowi brzytwę i każe „oczyszczać”. Jakub postanawia rozliczyć się z najbliższymi, którzy pogrążyli się w zdradzie i moralnej rozpuście, zatraca przy tym poczucie realności.

## Obsada
- Wojciech Pszoniak – nieznajomy (tytułowy Diabeł)
- Leszek Teleszyński – Jakub
- Małgorzata Braunek – była narzeczona Jakuba (teraz brzemienna z Hrabią)
- Monika Niemczyk – zakonnica
- Anna Parzonka – siostra Jakuba
- Michał Grudziński – Ezechiel, przyrodni brat Jakuba
- Maciej Englert – Hrabia
- Wiktor Sadecki – Herz, dyrektor objazdowego cyrku
- Iga Mayr – matka Jakuba

## Produkcja

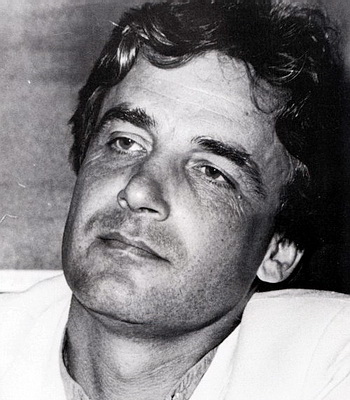
Andrzej Żuławski, reżyser filmu

Scenariusz Diabła, opublikowany w 1969 w miesięczniku „Kino”, zapowiadał klasyczny horror. Prasa zamieszczała reportaże z planu Diabła, a reżyser udzielał wywiadów dotyczących powstającego filmu. Jednak Diabła zatrzymała peerelowska cenzura z powodu okrucieństwa i zbyt śmiałych scen erotycznych, jakich dopatrzyli się w filmie ówcześni dygnitarze kinematografii. Zdaniem Żuławskiego powodem zatrzymania filmu miała być zawarta w nim alegoria marca 1968; tytułowym diabłem miał być Mieczysław Moczar. Po tym wydarzeniu Żuławski musiał opuścić kraj i wyemigrować do Francji.
Film został odłożony przez komunistyczną cenzurę na półkę, a jego emisję w kinach wstrzymano. W 1975 roku w zaleceniach dla cenzorów Główny Urząd Kontroli Prasy, Publikacji i Widowisk zakazał również publikowania jakichkolwiek informacji na temat tego filmu. Tomasz Strzyżewski w swojej książce o cenzurze w PRL cytuje oficjalny tajny dokument urzędu kontroli, podając zakres ingerencji cenzorskich wraz z listą zakazanych filmów: „Nie należy zwalniać żadnych materiałów (informacji, omówień, recenzji, reportaży, postulatów wprowadzenia na nasze ekrany itp.)”. Mimo odblokowania po Sierpniu '80 wielu niecenzuralnych dotąd filmów, premiera Diabła odbyła się dopiero w roku 1988.

## Odbiór
Po transformacji ustrojowej Diabeł ulegał rehabilitacji. Manuela Gretkowska w 2004 roku podkreślała wielowymiarowość filmu, twierdząc, że „Diabeł opowiada o upadku Polski w XVIII wieku, o polskich protestach studenckich w roku 1968. Nie jest to jednak wyłącznie film historyczno-polityczny, skonstruowany na zasadzie aluzji do współczesności. Pokazuje on także metafizyczne tło zdrady, kłamstwa, upadku”. Marcin Maron rozwijał tę argumentację, zauważając, iż światem Diabła „rządzi chaos, szaleństwo, kazirodztwo, rozpusta, zbrodnia i korupcja”, a podstawowym problemem poruszanym przez Żuławskiego jest „problem słabości człowieka oraz jego uległości wobec zła”. Na problem zła nakłada się jednak również tło polityczne szlacheckiej Rzeczypospolitej końca XVIII wieku. Maron pisał, że reżyser Diabła dokonuje rewizji „stereotypu republikańskiej Polski jako kolebki demokracji, wolności i heroizmu”.